# コマルカ・ダ・テーラ・デ・セラノーバ
コマルカ・ダ・テーラ・デ・セラノーバ（Comarca da Terra de Celanova）は、ガリシア州オウレンセ県のコマルカで、同県の北西部に位置する。
ア・ボーラ、カルテージェ、セラノーバ、ゴメセンデ、ア・メルカ、パドレンダ、ポンテデーバ、キンテーラ・デ・レイラード、ラミラス、ベレーアの10の自治体によって構成される。
隣接するコマルカは、北から西がコマルカ・ド・リベイロ、北がコマルカ・デ・オウレンセ、東がコマルカ・デ・アジャリス＝マセーダとコマルカ・ダ・リミア、南がコマルカ・ダ・バイシャ・リミアで、西がコマルカ・ダ・パラダンタ（ポンテベドラ県）で南西はポルトガルとの国境となっている。
面積は508.9km²で、2010年の人口は20,812人（2007年：21,636人）。コマルカの中心地区は自治体セラノーバのセラノーバ教区のセラノーバ地区。カスティーリャ語による表記はComarca de Tierra de Celanova（コマルカ・デ・ティエラ・デ・セラノーバ）。

## 地理
| コマルカ・ダ・テーラ・デ・セラノーバの構成自治体（2010年） |            |             |                    |
| 自治体                                                     | 人口（人） | 面積（km²） | 人口密度（人/km²） |
| ア・ボーラ                                                 | 1,463      | 34.9        | 41.9               |
| カルテージェ                                               | 3,344      | 94.3        | 35.5               |
| セラノーバ                                                 | 5,949      | 67.3        | 88.4               |
| ゴメセンデ                                                 | 968        | 28.3        | 34.2               |
| ア・メルカ                                                 | 2,244      | 51.0        | 44.0               |
| パドレンダ                                                 | 2,297      | 57.0        | 40.3               |
| ポンテデーバ                                               | 661        | 9.9         | 66.8               |
| キンテーラ・デ・レイラード                                 | 751        | 31.3        | 24.0               |
| ラミラス                                                   | 1,897      | 40.7        | 46.6               |
| ベレーア                                                   | 1,238      | 94.2        | 13.1               |
| 計                                                         | 20,812     | 508.9       | 40.9               |
| 出典:INE（スペイン国立統計局）、IGE（ガリシア統計局）      |            |             |                    |